# Begonia decora
Espèce
Synonymes
- Begonia praeclara King[1]

Begonia decora est une espèce de plantes de la famille des Begoniaceae. Ce bégonia est originaire de Malaisie. L'espèce fait partie de la section Platycentrum. Elle a été décrite en 1892 par Otto Stapf (1857-1933).
L'épithète spécifique signifie « décorative » ou « ornée ».

## Description

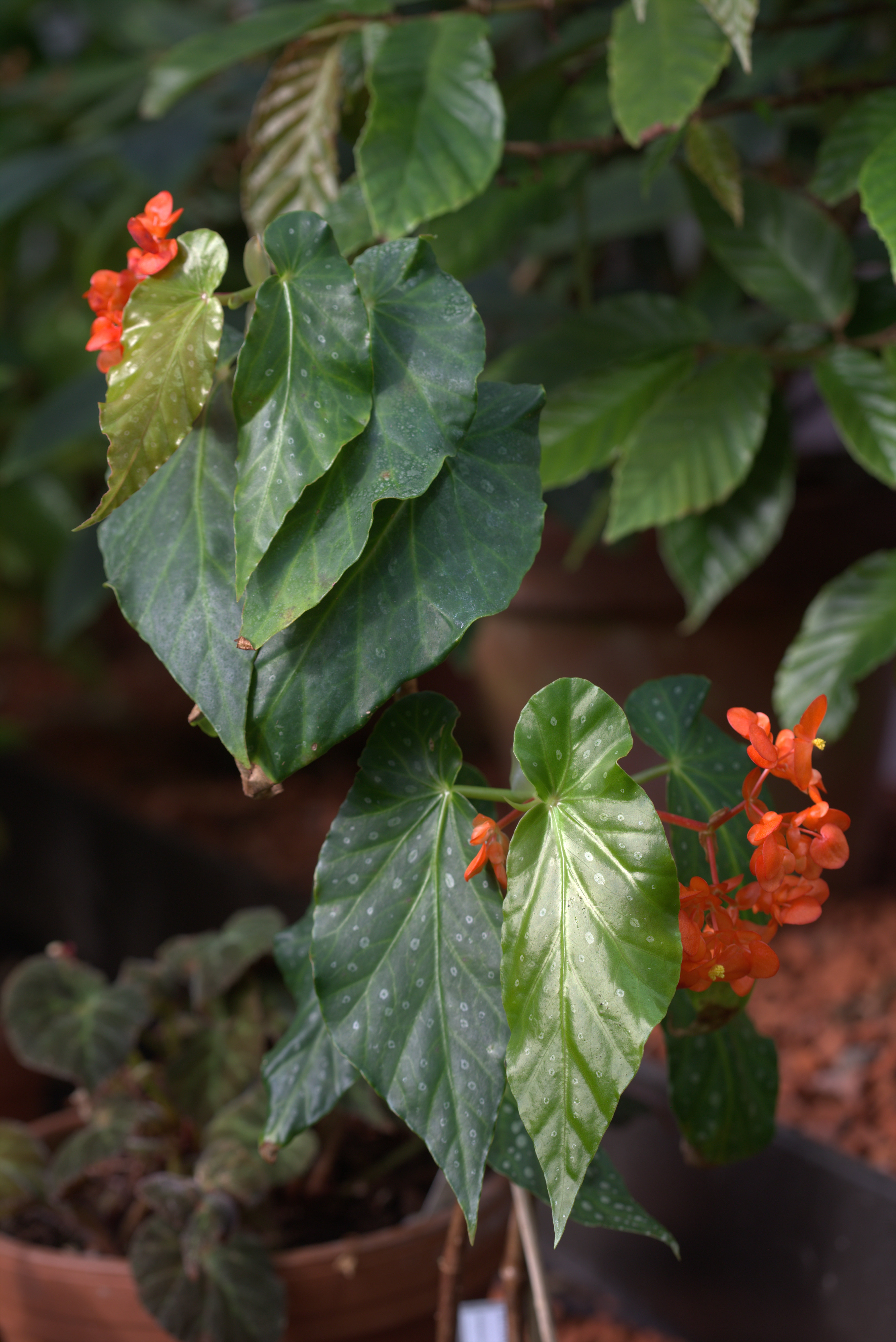
Vue d'ensemble
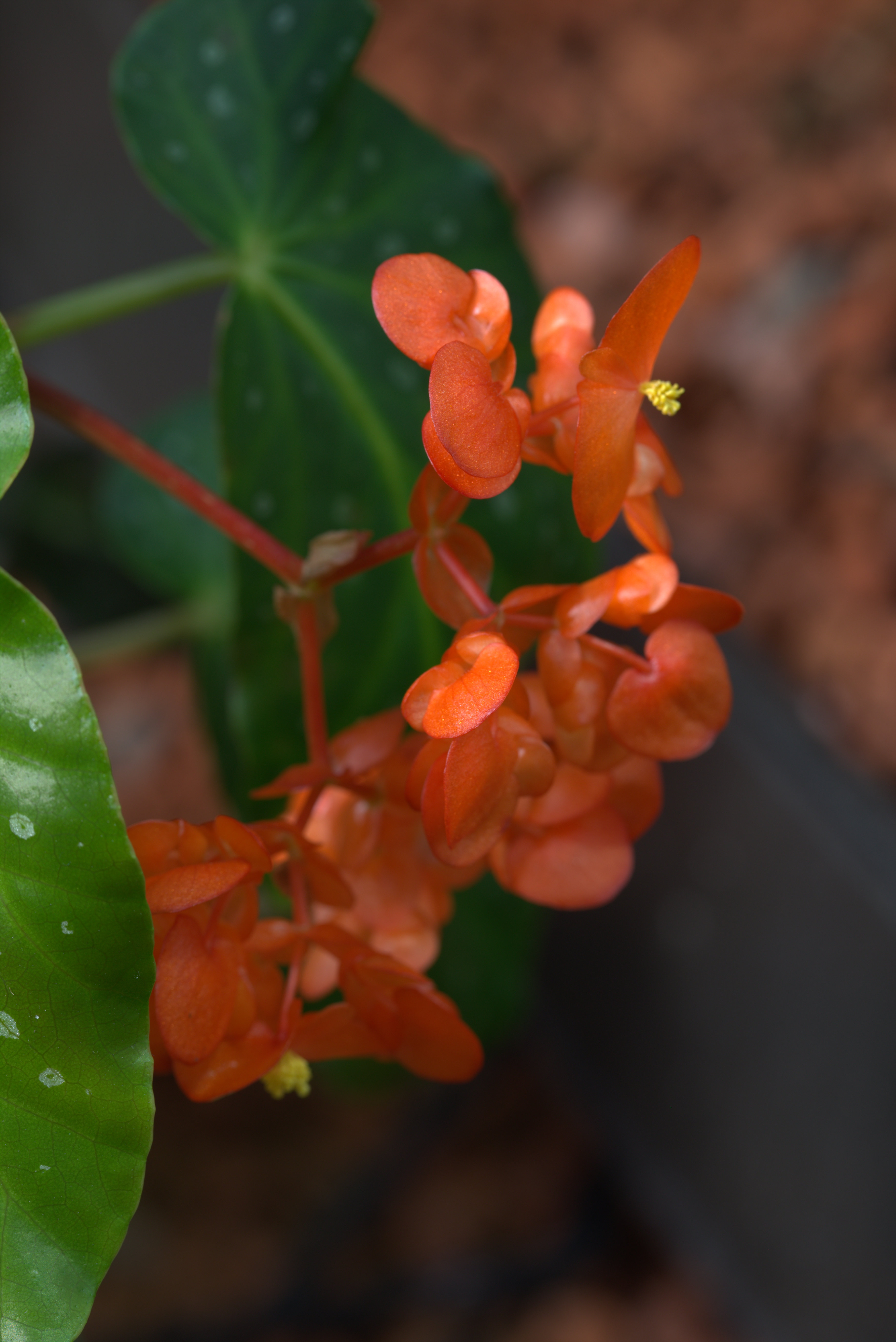
Détail d'inflorescence mâle

## Répartition géographique
Cette espèce est originaire du pays suivant : Malaisie.